# سید حسین بادکوبه‌ای
سیّد حسین بادکوبه‌ای (باکوئی) از علما و فلاسفه معاصر شیعه است.

## تولد
سیّد حسین در سال ۱۲۹۳ هجری قمری در یکی از روستاهای باکو در آذربایجان که لاهیجان نام داشت (با لاهیجان ایران اشتباه نشود) متولّد شد. پدر وی سیّد رضا و پدربزرگش سیّد موسی حسینی لاهیجی می‌باشند.

## تحصیلات
سیّد حسین پس از تحصیل مقدمات به تهران رفته و ریاضیات را نزد میرزا ابوالحسن جلوه و فلسفه را نزد میرزاهاشم اشکوری اشتی و حکیم کرمانشاهی آموخت. وی در مدّت ۷ سال اقامت تهران، از استادان نام‌برده در فراگیری حکمت سینوی، حکمت متعالیه و عرفان نظری با کمال کوشش و تلاش علمی بهره‌ای وافر برد؛ آن‌گاه به نجف رفته و به تکمیل علوم نقلیه در حوزه آخوند ملامحمدکاظم خراسانی و شیخ محمد حسن ممقانی پرداخت.

## شاگردان
سیّد حسین در نجف، در علوم عقلی و نقلی شهرت یافته و به تدریس رشته‌های مختلف نقلی و عقلی پرداختند. از شاگردان ایشان علمای زیر را می‌توان نام برد.
۱. سید ابوالقاسم خویی
۲. سید محمدحسین طباطبایی
۳. سید محمدحسن الهی طباطبایی
۴. سید مرتضی مرعشی نجفی
۵. سید محمد بادکوبه‌ای
۶. میرزا علی‌اکبر مرندی
۷. مجتبی لنکرانی
۸. سید عبدالاعلی سبزواری
۹. سید علی‌اصغر خویی
۱۰. سید علی‌اکبر طسوجی
۱۱. سید محمد اشکوری
۱۲. سید صدرالدین کوه‌پایی اصفهانی
۱۳. میرزا کاظم دینوری
۱۴. غلام‌حسین جعفری همدانی
۱۵. شیخ محمدرضا مهدوی قمشه‌ای
۱۶. محمدتقی آملی
۱۷. سید محمد نجفی بادکوبه‌ای
۱۸. سید اسدالله نبوی دزفولی
۰۱۹محمدتقی بهجت

## درگذشت
سیّد حسین بادکوبه‌ای در ۲۸ شوال ۱۳۵۸ هجری قمری درگذشت.